# Grand Prix Jef Scherens 2016
La 50e édition du Grand Prix Jef Scherens a eu lieu le 21 août 2016. Elle fait partie du calendrier UCI Europe Tour 2016 en catégorie 1.1.
C'est la 6e course de la Coupe de Belgique 2016.

## Équipes
| WorldTeams (2)- Lotto-Soudal - Etixx-Quick Step Équipes continentales professionnelles (11)- Wanty-Groupe Gobert - Topsport Vlaanderen-Baloise - Roompot-Oranje Peloton - Stölting Service Group - Fortuneo-Vital Concept - CCC Sprandi Polkowice - Team Novo Nordisk - Wilier Triestina-Southeast - ONE Pro Cycling - Gazprom-RusVelo - Team Roth Équipes continentales (11)- Beobank-Corendon - Cibel-Cebon - Crelan-Vastgoedservice - ERA Real Estate-Circus - Wallonie Bruxelles-Group Protect - Verandas Willems - Superano Ham-Isorex - An Post-ChainReaction - Cycling Academy - Metec-TKH-Mantel - Wiggins |
| |

## Classement final
| \| Classement général \| Classement général \| Classement général \| Classement général \| Classement général \| \| Coureur \| Coureur \| Pays \| Équipe \| Temps \| \| ------------------ \| ------------------ \| ------------------ \| ---------------------- \| ------------------ \| \| 1er \| Dimitri Claeys \| Belgique \| Wanty-Groupe Gobert \| 4 h 19 min 34 s \| \| 2e \| Pim Ligthart \| Pays-Bas \| Lotto-Soudal \| + 4 s \| \| 3e \| Roman Maikin \| Russie \| Gazprom-RusVelo \| + 8 s \| \| 4e \| Boris Vallée \| Belgique \| Fortuneo-Vital Concept \| + 8 s \| \| 5e \| Dion Smith \| Nouvelle-Zélande \| ONE Pro Cycling \| + 8 s \| \| 6e \| Sean De Bie \| Belgique \| Lotto-Soudal \| + 8 s \| \| 7e \| Arjen Livyns \| Belgique \| Verandas Willems \| + 8 s \| \| 8e \| Dries De Bondt \| Belgique \| Verandas Willems \| + 8 s \| \| 9e \| Joeri Stallaert \| Belgique \| Cibel-Cebon \| + 8 s \| \| 10e \| Gianni Vermeersch \| Belgique \| Verandas Willems \| + 8 s \| |                   |                  |                        |                 |
| |                   |                  |                        |                 |
| Source : ProCyclingStats |                   |                  |                        |                 |
| Classement général |                   |                  |                        |                 |
| Coureur | Coureur           | Pays             | Équipe                 | Temps           |
| 1er | Dimitri Claeys    | Belgique         | Wanty-Groupe Gobert    | 4 h 19 min 34 s |
| 2e | Pim Ligthart      | Pays-Bas         | Lotto-Soudal           | + 4 s           |
| 3e | Roman Maikin      | Russie           | Gazprom-RusVelo        | + 8 s           |
| 4e | Boris Vallée      | Belgique         | Fortuneo-Vital Concept | + 8 s           |
| 5e | Dion Smith        | Nouvelle-Zélande | ONE Pro Cycling        | + 8 s           |
| 6e | Sean De Bie       | Belgique         | Lotto-Soudal           | + 8 s           |
| 7e | Arjen Livyns      | Belgique         | Verandas Willems       | + 8 s           |
| 8e | Dries De Bondt    | Belgique         | Verandas Willems       | + 8 s           |
| 9e | Joeri Stallaert   | Belgique         | Cibel-Cebon            | + 8 s           |
| 10e | Gianni Vermeersch | Belgique         | Verandas Willems       | + 8 s           |